# Oudland
Oudland is een natuurgebied ten zuidoosten van Steenbergen. Het heeft een oppervlakte van 70 ha en is eigendom van de Stichting Brabants Landschap.

## Geschiedenis
Het Oudland ligt op de Naad van Brabant, waar pleistoceen zand overgaat in zeekleigebied. Hier werd sedert de 13e eeuw het veen ontgonnen ten behoeve van de moernering. In het laaggelegen, zuidelijk deel, De Krabben genaamd, zijn nog veenputjes te vinden. Bij het hogergelegen noordelijke gebied Eikelenberg is nog verkaveling uit de 14e eeuw herkenbaar. Vanaf de 19e eeuw zijn de lagere delen bebost, onder meer met populierenaanplant op rabatten. De hogere delen werden gebruikt als weiland. De Watersnoodramp van 1953 heeft de lagergelegen bosaanplant vernietigd, waarna nieuw bos is aangeplant. Enkel het bos bij Eikelenberg is ouder.

## Heden
Vroeger kende dit gebied een rijke plantengroei, die te danken was aan het kalkrijke kwelwater dat bij de Naad van Brabant naar boven komt. Halverwege de 20e eeuw werd de waterhuishouding verstoord door onttrekking van grondwater en door versnelde waterafvoer, met name door de Oudlandse Watergang. Zeldzame planten als Spaanse ruiter en wit bosvogeltje zijn daardoor verdwenen. Toch komen in het gebied nog twaalf zeggesoorten voor, waaronder blauwe zegge en bleke zegge. Door aanleg van stuwen wordt getracht om het kwelwater beter vast te houden, maar deze maatregel is niet afdoende.
Men tracht het bos om te vormen naar meer natuurlijk bos: elzenbos en elzenbroek op de natste gronden en iepenrijk essenbos op de iets hogere gronden. De Eikelenburg heeft een drogere, lemige bodem en hier tracht men wintereiken-beukenbos te ontwikkelen.
Tot de broedvogels behoren: buizerd, boomklever, wielewaal, spotvogel, groene specht, patrijs, roodborsttapuit, grasmus, blauwborst en sprinkhaanzanger.
Ten westen van Oudland ligt het natuurgebied Het Laag.
Het Oudland is niet opengesteld voor het publiek.